# Cameta
Cameta es un cultivar de higuera de tipo higo común Ficus carica, bífera es decir con dos cosechas por temporada, las brevas de primavera-verano, y los higos de verano-otoño, de higos de epidermis con color de fondo púrpura oscuro, con sobre color morado, con lenticelas escasas de tamaño pequeño y color rosado. Está cultivada en el Camp de Tarragona, y en Tortosa en Cataluña, también en Formentera, y en la colección de higueras de Montserrat Pons i Boscana en Llucmajor, islas Baleares.

## Sinonimia
- „Cametes“,[5][6][7][8]
- „Cametas“.

## Historia
La variedad 'Cameta' es una higuera oriunda de Formentera en las islas Baleares, que se está estudiando para la mejora de su cultivo y de sus características en la « Escuela Agrária de Mas Bové » en Constantí, Provincia de Tarragona, perteneciente al IRTA.
La variedad 'Cameta' produce tanto brevas como higos de un tamaño enorme, solamente superados en Cataluña por la variedad 'Tres Fan Carga'.

## Características
La higuera 'Cameta' es una variedad bífera de tipo higo común. Árbol de tamaño mediano vigoroso. Las hojas son gruesas y de color verde oscuro. Con hojas de 3 lóbulos que son las mayoritarias, y menos de 5 lóbulos, algunas de 1 solo lóbulo. 'Cameta' es una variedad productiva de un rendimiento medio de brevas y medio alto de higos de otoño.
Las brevas 'Cameta' son frutos globosos, ligeramente alargados, que presentan frutos simétricos, de un tamaño grande con un peso promedio de 97 gramos, de epidermis de color de fondo púrpura oscuro, con sobre color morado, con lenticelas escasas de tamaño pequeño y color rosado, pedúnculo muy corto de color verde oscuro, escamas pedunculares verde claro. Son de consistencia firme, con pulpa de color rosado, sabor dulce y cualidades organolépticas aceptables para su consumo en fresco. Son de un inicio de maduración desde el 23 de junio hasta el 9 de julio, y de rendimiento medio.
Los higos 'Cameta' son frutos globosos, que presentan frutos simétricos, de un tamaño grande con un peso promedio de 97 gramos, de epidermis de color de fondo púrpura oscuro, con sobre color morado, con lenticelas escasas de tamaño pequeño y color rosado, pedúnculo muy corto de color verde oscuro, escamas pedunculares verde claro. Son de consistencia firme, con pulpa de color caramelo, sabor dulce y buenas cualidades organolépticas para su consumo en fresco. Son de un inicio de maduración desde el 10 de agosto hasta el 16 de septiembre, y de rendimiento medio a alto.

## Cultivo y usos
'Cameta', es una variedad de higo que además de su uso en alimentación humana también se ha cultivado en Formentera tradicionalmente para alimentación del ganado porcino.
Los higos tienen buenas cualidades organolépticas para comerlos como frescos. Higo bueno para hacer mermeladas y como acompañante en diversos guisos y preparados culinarios.